# Harry
Harry ist ein englischer männlicher Vorname.

## Herkunft
Der Name stammt aus dem mittelalterlichen Englisch und ist eine Koseform von Henry bzw. Heinrich. Heutzutage wird Harry auch als Kurzform von Harald oder Harold verwendet.

## Namensträger

### Familienname
- Debbie Harry (* 1945), US-amerikanische Sängerin
- Eric L. Harry (* 1958), US-amerikanischer Schriftsteller und Anwalt
- Gérard Harry (1856–1931), belgischer Zeitungsverleger
- Lee Harry,  US-amerikanischer Filmeditor, Drehbuchautor und Filmregisseur
- Mark Harry (* 1957), australischer Badmintonspieler
- Michael Harry (* 1961), dänischer Curler
- Mona Harry (* 1991), deutsche Autorin, Poetry Slam Poetin und Illustratorin
- Myriam Harry (1869–1958), französische Schriftstellerin
- Rex Harry (1936–2019), australischer Cricket-Spieler
- Richard Harry (* 1967), australischer Rugby-Union-Spieler
- Robert Rees Harry-Rofen (* 1925), US-amerikanischer Fischkundler
- Tesha Harry (* 1981), US-amerikanische Volleyballspielerin

### Vorname
- Blind Harry, blinder schottischer Dichter des 15. Jahrhunderts, bekannt für ein Gedicht auf William Wallace
- Harry Belafonte (1927–2023), US-amerikanischer Sänger, Schauspieler und Entertainer
- Harry Böseke (1950–2015), deutscher Schriftsteller
- Harry F. Byrd senior (1887–1966), US-amerikanischer Politiker
- Peter Harry Carstensen (* 1947), deutscher Politiker
- Harry Ebersbach (1921–2008), deutscher Rechtswissenschaftler
- Harry Frankfurt (1929–2023), US-amerikanischer Philosoph
- Harry von de Gass (1942–2005), eigentlich Harry Seegebarth, deutsches Stadtoriginal
- Harry Goaz (* 1960), US-amerikanischer Schauspieler
- Harry Goldstein (1880–1977), deutscher Kaufmann und Funktionär jüdischer Gemeinden
- Harry Hardt (1899–1980), österreichischer Schauspieler
- Harry Harrison (1925–2012), US-amerikanischer Science-Fiction-Schriftsteller
- Harry Heine, bürgerlicher Geburtsname von Heinrich Heine (1797–1856)
- Harry Hoppe (1894–1969), deutscher Generalleutnant im Zweiten Weltkrieg
- Harry Houdini (1874–1926), ungarisch-US-amerikanischer Zauberkünstler
- Harry Jacobson (1912–†), südafrikanischer Jazzpianist und Sänger
- Harry van der Kamp (* 1947), niederländischer Sänger und Hochschullehrer
- Harry Kupfer (1935–2019), deutscher Opernregisseur
- Harry Luck (* 1972), deutscher Autor und Journalist
- Harry Maguire (* 1993), englischer Fußballspieler
- Harry Mehlhose (1914–1976), deutscher Mittelstreckenläufer
- Harry Mohr (1951–2014), deutscher Maler, Grafiker und Plastiker
- Harry S. Morgan (1945–2011), deutscher Journalist, Regisseur und Produzent
- Harry Mulisch (1927–2010), niederländischer Schriftsteller
- Harry Nick (1932–2014), deutscher Wirtschaftswissenschaftler
- Harry Oppenheimer (1908–2000), südafrikanischer Unternehmer im Diamantenhandel
- Harry Pease (1886–1945), US-amerikanischer Songwriter
- Harry Reuss-Löwenstein (1880–1966), deutscher Autor, Maler, Grafiker und Kunstkritiker
- Harry Ristock (1928–1992), deutscher Politiker (SPD) und Senator in Berlin
- Harry Rowohlt (1945–2015), deutscher Schriftsteller, Übersetzer und Rezitator
- Harry von Rosen-von Hoewel (1904–2003), deutscher Jurist, Ministerialbeamter und Bundesrichter
- Harry Rosenthal (1892–1966), deutscher Architekt
- Harry Schmidt (* 1960), deutscher Schauspieler
- Harry Schwarzwälder (1929–2019), Bremer Heimatforscher
- Harry Sheppard (1928–2022), US-amerikanischer Jazz-Vibraphonist
- Harry Shields (1899–1971), US-amerikanischer Jazz-Klarinettist
- Harry Siljander (1922–2010), finnischer Boxer
- Harry Stumpf-Lekisch (bl. 1920er-Jahre), deutscher Automobilrennfahrer
- Harry Styles (* 1994), Sänger der  britisch-irischen Boygroup One Direction
- Harry Thomas (1890–1941), britisch-kanadischer Ragtime-Pianist
- Harry Tisch (1927–1995), DDR-Funktionär
- Harry S. Truman (1884–1972), US-amerikanischer Politiker
- Harry Valérien (1923–2012), deutscher Sportjournalist, Autor und Moderator
- Harry Waibel (* 1946), deutscher Historiker
- Harry Wijnvoord (* 1949), niederländischer Moderator
- Harry Wüstenhagen (1928–1999), deutscher Schauspieler und Synchronsprecher

### Spitzname
- Angelos Charisteas (* 1980), griechischer Fußballspieler, genannt Harry
- Gert Goolkate (* 1970), niederländischer Fußballspieler, genannt Harry
- Harry, Duke of Sussex (* 1984), britischer Prinz (jüngerer Sohn von Prinz Charles)
- Thomas Weinkauf, Polizeikommissar aus Bochum, genannt Harry

### Fiktive Personen
- Harry Haller, Hauptfigur aus Herman Hesses Der Steppenwolf
- Harry Hasler, Figur des Schweizer Kabarettisten Viktor Giacobbo
- Dirty Harry
- Harry Hirsch, eine Kunstfigur von Otto Waalkes
- Harry Klein, Inspektor aus der TV-Serie „Derrick“, dargestellt von Fritz Wepper
- Harry Lime
- Harry Potter, Protagonist der gleichnamigen Bücher und Filme von J.K.Rowling
- Harry, ein Ermordeter in der Filmkomödie „Immer Ärger mit Harry“ von Alfred Hitchcock (1955)

### Sonstiges
- Harry-Insel, Insel im Palmer-Archipel, Antarktis
- Mount Harry, Berg im Ellsworthland, Antarktika
- Harry-Brot, Großbäckerei

### Synonym
In der norwegischen Umgangssprache steht der Name „Harry“ als Synonym für einen ganz bestimmten Typ von Mann; etwa vergleichbar mit Manni Manta in der deutschen Umgangssprache der 1990er Jahre. Ein „Harry“ ist ein etwas schlichter Prolet aus bildungsfernen Schichten, der sich sowohl durch sein Verhalten, als auch schon aufgrund seiner äußeren Erscheinung von der Masse abhebt. Diese Bezeichnung ist stets negativ besetzt.